# Собор Трёх Святителей (Могилёв)
Собор Трёх Святителей — главный православный храм в Могилёвской области (Белоруссия), памятник архитектуры начала XX века.
Отличительной особенностью храма является возможность войти в него с трёх сторон. Храм назван в честь трёх святителей — Василия Великого, Григория Богослова, Иоанна Златоуста.

## История
Закладка первого камня храма состоялась в 1903 году. Возведение храма продолжалось 11 лет и проходило под наблюдением губернского архитектора Петра Калинина. В 1914 году строительство было закончено. Храм, построенный в формах русской архитектуры, имеет в плане форму креста и увенчан семью куполами, над входом — колокольня.
Во время нахождения в Могилёве Ставки Верховного главнокомандующего (1915—1918) собор часто посещал российский император Николай II.
С небольшими перерывами храм действовал до 1959 года. В 1961 года церковь была закрыта и осквернена, здание было отдано под клуб завода «Строммашина». Тогда же была снесена колокольня, а со здания сняли купола и кресты. Спустя почти 30 лет здание вернули верующим, и 25 декабря 1989 года храм снова был освящён и начал действовать.
С 1989 года по благословению архиепископа Максима при храме было учреждено Сестричество милосердия Святых Жён-Мироносиц.